# Cabara
Cabara é uma comuna francesa na região administrativa da Nova Aquitânia, no departamento da Gironda. Estende-se por uma área de 3,41 km². Em 2010 a comuna tinha 522 habitantes (densidade: 153,1 hab./km²).